# Cixius admirabilis
Cixius admirabilis är en insektsart som beskrevs av Logvinenko 1976. Cixius admirabilis ingår i släktet Cixius och familjen kilstritar. Inga underarter finns listade i Catalogue of Life.